# Dayia (растение)
Dayia  (лат.) — олиготипный род двудольных растений семейства Синюховые (Polemoniaceae). Выделен американским ботаником Джеймсом Марком Портером в 2000 году.
Род назван в честь Алвы Г. Дэя, американского ботаника, специалиста по синюховым.

## Систематика
В состав рода входят два вида растений (в некоторых источниках — пять):
- Dayia grantii J.M. Porter
- Dayia scabra (Brandegee) J.M. Porter

## Распространение
Оба вида являются эндемиками Мексики, известные из штата Южная Нижняя Калифорния.

## Общая характеристика
Многолетние растения, часто полукустарники или деревянистые травы, прямостоячие.
Листья от перистых до почти лопатчатых, размещены очерёдно.
Соцветие — сложный зонтик. Цветки с голым воронковидным венчиком бледно- или тёмно-синего цвета с жёлтым или белым пятном в центре.
Плод — коробочка цветом от желтовато-коричневой до золотисто-коричневой, несёт 12—46 семян.
Число хромосом — 2n=18. Dayia близки представителям родов Ipomopsis и Giliastrum, но морфологически и генетически достаточно отличаются от них.